# 神奈川県立座間高等学校
神奈川県立座間高等学校（かながわけんりつ ざまこうとうがっこう）は、神奈川県座間市入谷西五丁目に所在する公立の高等学校。SSH協力校として理数教育の充実に取り組んでいる。

## 設置学科
- 普通科

## 沿革
- 1972年
  - 1月1日 - 事務所を神奈川県立中央農業高等学校内におき、開校準備の事務を開始する。
  - 4月1日 - 同校の一部を仮校舎として開校する。
  - 4月5日 - 第1回入学式を挙行する。定員3学級135名
  - 5月1日 - 開校記念式を挙行する。
- 1974年
  - 3月31日 - 校舎（第1期工事）完成
  - 4月2日 - 神奈川県座間市入谷2丁目262番地の新校舎に移転する。
  - 8月1日 - 体育館完成する。
  - 9月28日 - 校歌制定する。
  - 11月1日 - 校旗制定する。
- 1975年
  - 3月1日 - 第1回卒業式を挙行する。3学級134名卒業。
  - 3月1日 - 校舎（第2期工事）、ならびに柔剣道場、部室棟、完成する。
  - 4月30日 - 校舎落成式を挙行する。
- 1976年
  - 2月5日 - 庭園（池を含む690平方メートル）完成。
- 1979年
  - 3月31日 - 体育館渡り廊下完成。
  - 11月11日 - プール完成（鋼板プール　25×13m）
- 1980年
  - 3月31日 - テニスコート（2面）ハンドボールコート（1面） バレーボールコート（1面）完成。
  - 3月31日 - 中庭舗装完成、周囲に植樹（カシ類、ヒマラヤスギなど）。
- 1981年
  - 2月6日 - バレーボールコート（2面）増設、防球フェンス（3.5H×102m）完成 グランド脇排水溝完成。
  - 6月30日 - 校舎北境界フェンス188m、球技場フェンス48m延長完成。
  - 7月15日 - 北通用門（ブロック門）完成。
- 1982年
  - 4月30日 - 10周年記念式典を挙行。
- 1986年
  - 1月18日 - グランド擁壁（H105m、L129m）防球ネット（H4m,L129m）排水溝（L103m）完成。
- 1992年
  - 3月15日 - グランド整備完成。
  - 11月11日 - 20周年記念式典を挙行
- 2001年
  - 11月14日 - 30周年記念式典を挙行。
- 2002年
  - 4月1日- 三学期制から二期制へ変更。
- 2009年
  - 9月1日 - 校舎耐震工事に向け仮設校舎建築開始。
- 2010年
  - 3月24日 - 仮設校舎完成。
- 2014年
  - 8月17日 - 新東棟完成
- 2017年
  - 8月15日 - 新西棟完成
- 2021年
  - 11月18日 - 50周年記念式典挙行

## 交通
- 小田急線座間駅 徒歩7分
- JR相模線入谷駅 徒歩7分

## 主な行事
- 対面式

　1年生と在校生が初めて対面する。生徒会が行事や部活動、委員会を紹介する。
- 部活動紹介

　校内を周り各部活動を見学する。当日から仮入部が始まる。
- 遠足

　1年 年によって異なる　2年 東京・羽田空港　3年東京ディズニーシー（R6年度）
- 体育祭

　各クラスが作るクラスTシャツ　団ごとに作る応援ボード　各団で行うダンスが名物
- 球技大会

　学年の隔てなく行う。年2回開催（7月と3月）
- 文化祭

　座間高祭と呼ばれている。クラスそれぞれで出し物をする。調理･販売などがある。
- 修学旅行(2年)（52期生[R5年入学]までは沖縄、53期生[R6年入学]からは九州方面）
- マラソン大会（1,2年）

　　男子約5キロ(外周3周)　女子約3キロ(外周2週)
　　上位入賞者には賞状が送られる。

## 部活動

### 運動部
- ソフトテニス部
- バスケットボール部
- バドミントン部
- サッカー部（2010年第89回全国高等学校サッカー選手権大会初出場）
- 野球部
- 陸上部
- バレー部
- 創作舞踊部
- ハンドボール部
- 水泳部
- ワンダーフォーゲル部
- 少林寺拳法部
- 硬式テニス部

### 文化部
- 吹奏楽部（東関東吹奏楽コンクールA部門出場経験あり）
- 放送部
- 美術部
- 茶道部
- 書道部
- 英語部
- 軽音楽部
- 料理部
- 合唱部
- 囲碁・将棋部
- かるた部

## 委員会
年度初期にそれぞれ決める。任期はおよそ1年。下記の他に、代議員（いわゆる学級委員）等が存在する。
2010年度より半期制から1年制へ変更された。
- 選挙管理委員会（2名）
- 自律委員会（2名）
- 保健委員会（2名）
- 図書委員会（2名）
- 体育委員会（2名）
- 整備美化委員会（2名）

## 旧学区
2005年度入試からの学区撤廃により学区が廃止される以前は、座間高校は大和座間綾瀬学区に属していた。 旧大和座間綾瀬学区内の県立高等学校は以下の通り。
- 神奈川県立大和高等学校
- 神奈川県立座間高等学校
- 神奈川県立大和西高等学校
- 神奈川県立ひばりが丘高等学校 - H21年度神奈川県立栗原高等学校と合併
- 神奈川県立大和南高等学校
- 神奈川県立綾瀬高等学校
- 神奈川県立大和東高等学校
- 神奈川県立綾瀬西高等学校
- 神奈川県立栗原高等学校（現:神奈川県立座間総合高等学校）

## 著名な出身者
- 竹熊健太郎 - 雑誌編集者
- 前田亘輝 - ミュージシャン（中退）
- 西原久美子 - 声優
- 小坂英二 - 参議院議員百田尚樹公設秘書（日本保守党）
- 小野寺志保 - 元女子サッカー選手（日テレベレーザ）
- 片桐ひろみ - 元女子サッカー選手
- 保坂シゲル - パティシエ
- 武井正晴 - 東海テレビアナウンサー
- 鴨志田誉 - サッカー選手（福島ユナイテッドFC）
- 佐藤晃大 - サッカー選手（徳島ヴォルティス）
- 柳家あお馬 - 落語家